# ۲۲ (پیش از میلاد)
۲۲ (پیش از میلاد) ۲۲مین سال قبل از تقویم میلادی است.